# Epipactis bugacensis
Epipactis bugacensis là một loài thực vật có hoa trong họ Lan. Loài này được Robatsch mô tả khoa học đầu tiên năm 1990.